# La Servante du harem
 (avril 2020).
La Servante du harem est un tableau réalisé par Paul-Désiré Trouillebert en 1874, qui représente un portrait mi-corps, celui d'une femme inconnue. Cette peinture à l'huile sur toile de 130 × 97 cm est actuellement conservée au Musée des Beaux-Arts de Nice, aussi connu sous le nom de Musée Jules-Chéret par référence au peintre et affichiste français.
Présentée pour la première fois au Salon de 1874, La Servante du harem s'est rapidement inscrit comme l'un des tableaux les plus emblématiques de l'« orientalisme », mouvement auquel l'œuvre appartient.

## Le tableau
Le portrait sur la peinture est celui d'une femme. L'appellation du tableau, La Servante du harem, indique que cette femme est probablement une odalisque. À l'époque le terme est utilisé pour désigner des femmes catégorisées comme « esclaves vierges » au Moyen-Orient, pouvant accéder jusqu'au statut de concubines ou de femmes dans les sérails ottomans, dont la plupart sont des « servantes du harem ».
Cette odalisque est ici représentée en femme fatale orientale d'une pureté hiératique. Le regard de l'observateur est d'abord guidé vers l’abîme obscure des grands yeux noirs de cette odalisque. On observe également dans le tableau une déformation corporelle : le buste est très étroit là où la coiffe vient affaisser et épaissir le visage.
De même le narguilé placé en premier plan sur la peinture, est représenté de manière ostentatoire, et ainsi renforce un contraste entre lumière et obscurité.
Derrière la femme, on observe une plante verte à gauche, celle-ci apporte de la lumière à la peinture.
Le mystère quant à lui, d'une part attisé par la beauté singulière de cette femme orientale, vient être renforcé et se referme derrière les rideaux sombres de l'entrée sur la droite en forme de serrure. La serrure représente symboliquement un endroit où il nous est interdit d'aller, cela alimente le mystère, et laisse place à l'imagination du spectateur. Il est possible que l'entrée mène au harem.
Cette composition représente le mystère, la séduction, la luxuriance mais aussi le fantasme. Paul-Désiré Trouillebert peint ici tous les archétypes de l'Orient : la richesse des costumes et l'originalité de la coiffe, l'exotisme des objets, le raffinement des bijoux, ou encore la beauté de la femme venue d'orient, pour laquelle, les peintres du mouvement orientaliste se vouent une réelle fascination.

## L'orientalisme
Dans La Servante du harem, le harem se veut être l'expression d'un certain inconnu dans le mouvement orientaliste. Les mœurs et les pratiques, sont aux antipodes de celles connues alors dans l'Occident. À titre d'exemple, l'esclavage y est toléré, la polygamie encouragée, et la nudité ne représente en aucun cas une forme d'outrance à la pudeur. Ainsi ces tolérances en Orient, alimentent la créativité, qu'elle soit sous forme de fascination ou de répulsion, des peintres européens.